# Аткинс, Роберт (актёр)
Ро́берт А́ткинс (англ. Robert Atkins; 10 августа 1886, Лондон — 9 февраля 1972) — английский актёр, режиссёр и продюсер.

## Биография
Окончил Королевскую академию драматического искусства. С успехом выступал на театральной сцене. Известен своими постановками пьес Шекспира в театре «Олд-Вик», в Стратфорде-на-Эйвоне и других театрах.
В 1932 году был одним из основателей театра под открытым небом «Риджентс-парк» (Regent’s Park Open Air Theatre).
Снимался в кино и на телевидении. Его первым фильмом в качестве режиссёра был «Гамлет», снятый в 1913 году с Джонстоном Форбсом-Робертсоном в главной роли.
Одним из фильмов, в котором снялся актёр, стала кинолента «Лестница в небо» (1946), где он сыграл «Викария».
Поставил несколько адаптаций пьес Уильяма Шекспира в 1940-х и 1950-х годах для британского телевидения.

## Избранная фильмография
- The Cardinal (1936)
- Everything Is Thunder (1936)
- He Found a Star (1941)
- Let the People Sing (1942)
- Чёрная магия (1949)

## Награды
- Командор Ордена Британской империи